# Gabriel Rodó i Vergés
Gabriel Rodó i Vergés (Barcelona, 1904 - Bogotà, Colòmbia, 1963) fou un violoncel·lista català.
Estudià a l'Escola Municipal de Música de Barcelona i fou solista de l'Orquestra Simfònica del Gran Teatre del Liceu, i professor del conservatori del Gran Teatre del Liceu. Dirigí l'Orquesta Filarmónica de Gran Canaria. Autor d'obres de música de cambra i de peces per a violoncel. Més tard marxaria a Colòmbia per dirigir l'Orquestra de Bogotà, últim periple de la seva vida. La seva esposa, Lupe Sellés, excel·lent violoncel·lista, va formar part del planter de músics de les seves orquestres.